# Granat RGD-33
RGD-33 – radziecki granat ręczny skonstruowany w okresie międzywojennym. Produkowany do 1940. Konstrukcja skomplikowana i droga w produkcji. Po 1942 wypierana przez RG-42, ale używana jeszcze w okresie wojny wietnamskiej. Główne zapasy granatów RGD-33 zużyły się w początkowym okresie wojny niemiecko-sowieckiej, jednak pewna ich liczba pozostała na uzbrojeniu wojsk na Dalekim Wschodzie, a następnie wykorzystano je latem 1945 podczas wojny z Japonią. Posiada mechaniczny zapalnik wewnątrz trzonka. Zapalnik pirotechniczny (spłonka zapalająca, opóźniacz, spłonka detonująca) wkładany był w głowicę od góry po odsunięciu klapki zamykającej. Odbezpieczany poprzez przesunięcie zatrzasku bezpiecznika, odciągnięcie i puszczenie trzonka, w którym iglica na sprężynie odpalała spłonkę zapalnika wkładanego od góry w głowicę.

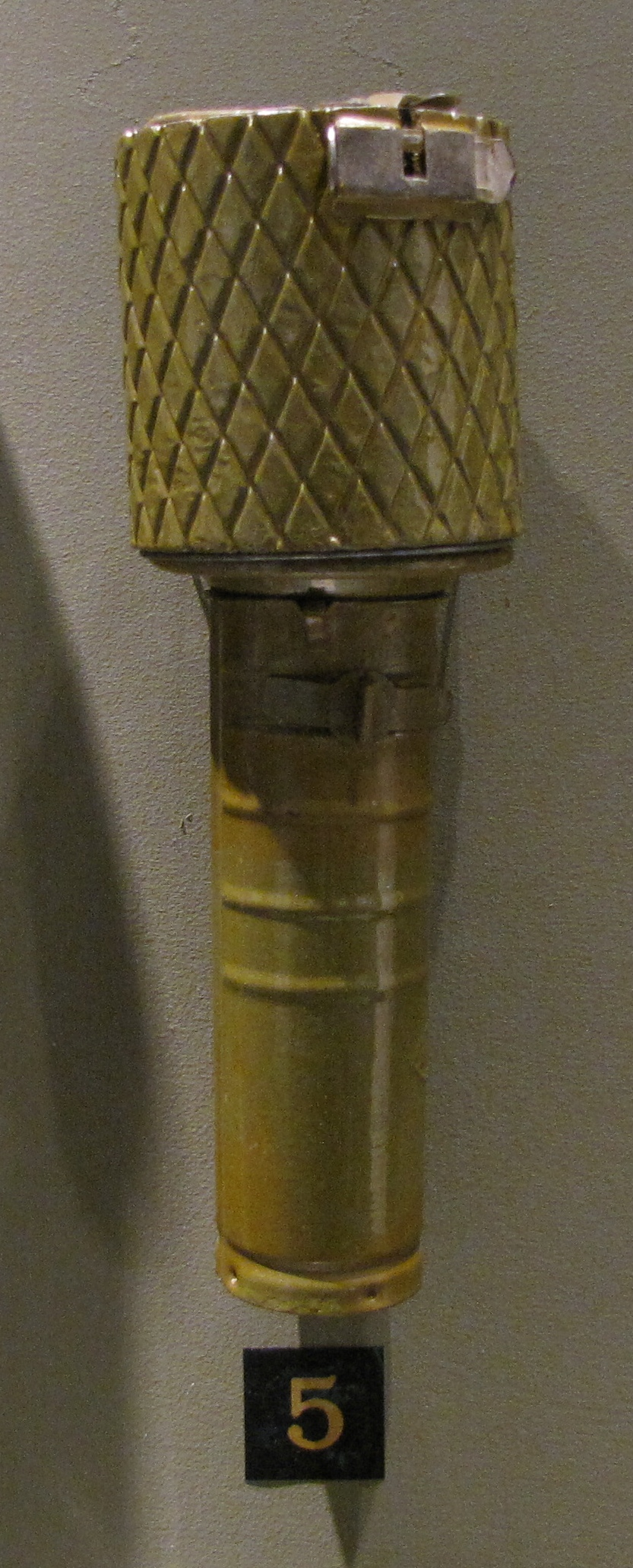
RGD-33